# Der kleine Klaus und der große Klaus
Der kleine Klaus und der große Klaus (dänisch: Lille Claus og Store Claus) ist ein Kunstmärchen des dänischen Schriftstellers Hans Christian Andersen.

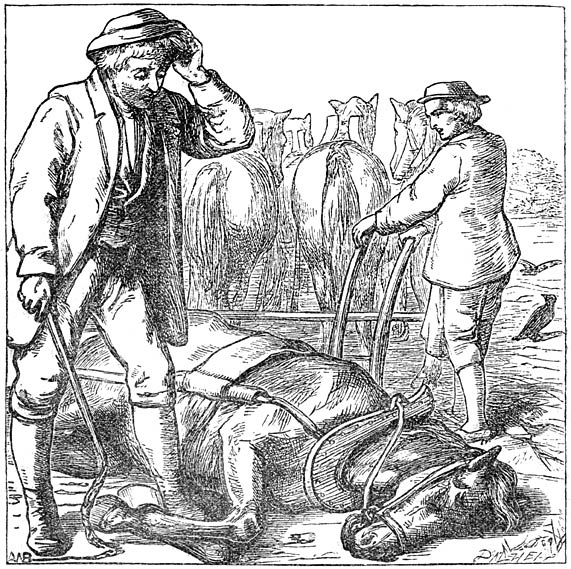
Bild von Alfred Walter Bayes, 1895

## Inhalt
In einem Dorf wohnen der reiche große Klaus, dem vier Pferde gehören, und der arme kleine Klaus, der nur ein Pferd besitzt. Das verleiht er während der Woche dem großen Klaus zum Pflügen und erhält dafür dessen vier Pferde am Sonntag für die Feldarbeit. Kommen dann Leute vorbei, ruft der kleine Klaus laut und stolz: „Hü alle meine Pferde!“ Dies verdrießt den großen Klaus so sehr, dass er eines Tages das einzige Pferd des Armen erschlägt. Traurig zieht dieser dem toten Gaul die Haut ab und wandert in die Stadt, um sie dort zu verkaufen. Als es Nacht wird, erreicht er einen Bauernhof. Die Bäuerin weist ihm jedoch die Tür. Deshalb klettert er auf das Dach des Schuppens, um dort zu nächtigen. Da gewahrt er, wie drinnen die Frau den Küster mit Braten, Fisch und Wein bewirtet. Bald hört man den Bauern heimkehren. Erschrocken versteckt die Bauersfrau Speisen und Getränke und heißt den Küster, sich in einer Truhe zu verstecken. Der Bauer entdeckt den kleinen Klaus und lädt ihn in sein Haus ein. Die aufgetragene Grütze schmeckt Klaus nicht. Er tritt auf den Sack mit der Pferdehaut, sodass sie laut knarrt, und gaukelt dem Bauern vor, im Sack spreche ein Zauberer, der die vor dem Bauern versteckten Speisen herbeizaubere. Nun wird lustig bei Braten und Wein geschmaust, übermütig verlangt der Hauswirt, der „Zauberer“ möge den Teufel herbeihexen. Klaus lässt den Bauern einen Blick in die Truhe werfen – der glaubt, in dem hässlichen Küster den Teufel zu sehen, und ist nun auf den Sack versessen. Klaus verkauft ihn für einen Scheffel Geld. Die Truhe mit dem „Teufel“ erhält er obendrein. Als Klaus laut überlegt, ob er diese im tiefen Fluss versenken solle, erkauft sich der noch eingeschlossene Küster mit einem weiteren Scheffel Geld seine Freiheit.
Daheim verschafft der kleine Klaus dem Großen listig Kenntnis von seinem durch den Verkauf der Pferdehaut erworbenen Reichtum. Der schlägt deshalb seine vier Pferde tot. Als er die Häute in der Stadt für einen Scheffel pro Haut anbietet, halten die Schuster und Gerber ihn für verrückt und prügeln ihn aufs Dorf hinaus. Nun sinnt er auf Rache.
Inzwischen ist des kleinen Klaus Großmutter gestorben. Er legt sie in sein Bett, weil er glaubt, dessen Wärme lasse das Leben in sie zurückkehren. In finsterer Nacht stürmt der große Klaus ins Haus und schlägt mit der Axt auf die Gestalt im Bett, überzeugt, dass er nun seinen Widersacher getötet habe. Der aber fährt am nächsten Morgen mit der Toten auf dem Rücksitz davon. Bei einem Gasthaus bittet er den Wirt, der schwerhörigen Alten draußen im Wagen ein Getränk zu reichen. Als diese trotz seines Schreiens nicht reagiert, schmeißt er ihr das Glas ins Gesicht. Die Leiche fällt zu Boden und der kleine Klaus beschuldigt den Wirt, die Großmutter getötet zu haben. Der über seine vermeintliche Tat Entsetzte bietet dem Enkel einen Scheffel Geld und die Übernahme der Beerdigung an. Wieder erfährt der große Klaus von diesem Geschehen. In seiner Geldgier erschlägt der große Klaus seine eigene Großmutter und bietet die Leiche für einen Scheffel Geld dem Apotheker an. Der tadelt den großen Klaus, der einer Verhaftung nur deshalb entgeht, weil ihn die Leute für verrückt halten.
Nun aufs Äußerste erbost, steckt der große Klaus den Kleinen in einen Sack, um ihn im Fluss zu ertränken. Unterwegs kommt er an einer Kirche vorbei. Er entschließt sich zu einer kurzen Andacht und lehnt den Sack an die Kirchhofmauer. Da jammert der kleine Klaus, dass er so jung schon ins Himmelreich müsse. Dies hört ein alter, des Lebens überdrüssiger Viehtreiber. Auf die Aussicht, heute noch ins Himmelreich zu kommen, übergibt er dem kleinen Klaus seine Herde mit Kühen und Stieren und kriecht in den Sack. Der große Klaus hat von dem Tausch nichts bemerkt, wirft den Sack in den Fluss und kehrt heim. Erstaunt gewahrt er später den kleinen Klaus mit einer Herde prächtigen Viehs. Der schwadroniert, er sei am Grunde des Flusses von freundlichen Leuten empfangen worden. Dort gäbe es zahllose Herden herrlichsten Viehs. Er habe zunächst diese Herde bekommen und sei nun auf dem Weg, um eine weitere Herde aus dem Fluss zu holen. Wieder unterliegt des großen Klaus Verstand seiner Habgier. Er fordert den kleinen Klaus auf, ihn sofort in einem Sack in den Fluss zu werfen. Der kommt diesem Verlangen bereitwillig nach. Dann treibt er seine Herde heim und murmelt: „Ich fürchte, er wird das Vieh nicht finden.“

## Verwandte Werke
Das Bürle, ein Schwank in den Kinder- und Hausmärchen der Brüder Grimm ab der 2. Auflage von 1819 an der Stelle 61, war Vorbild für das Kunstmärchen. In der Märchensammlung der tschechischen Schriftstellerin Božena Němcová ist ein ähnliches Märchen zu finden.

## Verfilmungen
- Der kleine und der große Klaus, alternat. Titel Klaus und Kläuschen (DDR, 1971)
- Der große und der kleine Klaus, Originaltitel Mikola a Mikolka (ČSSR/BRD/I/E, 1988)

## Hörspiele
- 1970: Der kleine Klaus und der große Klaus – Regie: Konrad Halver (Kinderhörspiel – Europa)
- 1982: Großer kleiner Klaus (Reihentitel: Die Hörbude) – Regie: Thomas Köhler (Kinderhörspiel – Südwestfunk)
- 1988: Der kleine und der große Klaus – Regie: Werner Buhss (Kinderhörspiel – Litera)